# Ada County
Ada County is een county in de Amerikaanse staat Idaho.
De county heeft een landoppervlakte van 2732 km² en telt 300.904 inwoners (volkstelling 2000). De hoofdplaats is Boise.

## Bevolkingsontwikkeling

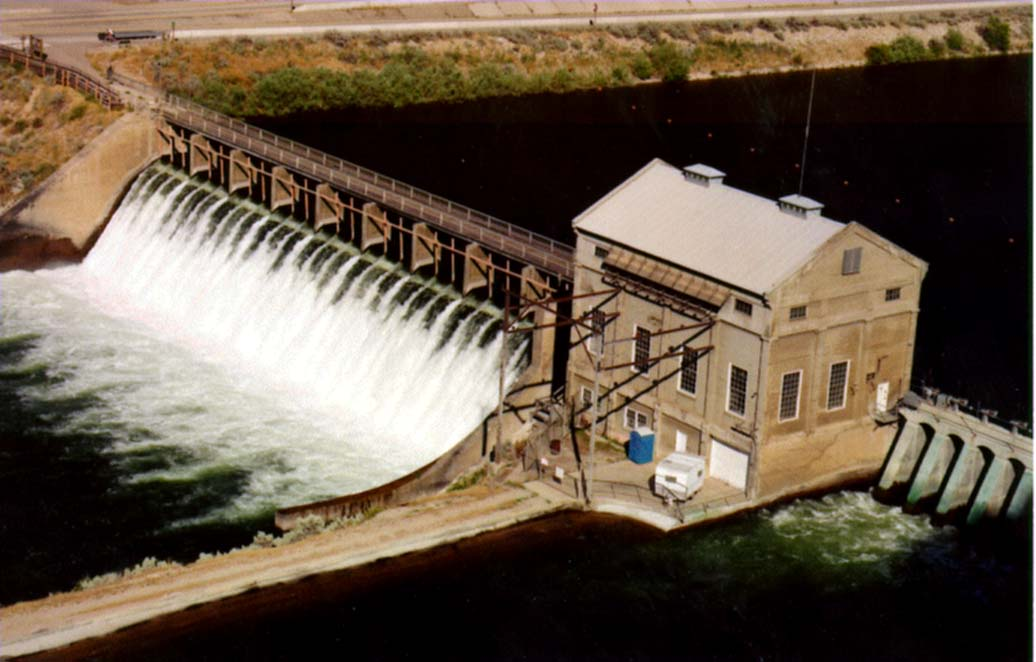
Dam in de Boise River in Ada County